# Pomaria
Pomaria is een plaats (town) in de Amerikaanse staat South Carolina, en valt bestuurlijk gezien onder Newberry County.

## Demografie
Bij de volkstelling in 2000 werd het aantal inwoners vastgesteld op 177.
In 2006 is het aantal inwoners door het United States Census Bureau geschat op 182, een stijging van 5 (2,8%).

## Geografie
Volgens het United States Census Bureau beslaat de plaats een oppervlakte van
2,7 km², geheel bestaande uit land. Pomaria ligt op ongeveer 136 m boven zeeniveau.

## Plaatsen in de nabije omgeving
De onderstaande figuur toont nabijgelegen plaatsen in een straal van 20 km rond Pomaria.